# Regno di Bitinia
Il Regno di Bitinia fu un regno ellenistico con capitale Nicomedia, fondato da Zipoite I nel 297 a.C., che si trovava nell'attuale Asia Minore (antica Bitinia). Il regno cessò di esistere con la morte dell'ultimo sovrano, Nicomede IV, nel 75 a.C., e fu trasformato nella provincia romana di Bitinia e Ponto l'anno seguente.

## Storia
La Bitinia fu incorporata dal re Creso di Lidia, assieme a questa cadde sotto il dominio persiano nel 546 a.C. e fu inclusa nella satrapia della Frigia che comprendeva tutte le terre fino all'Ellesponto e al Bosforo, ma gli Achemenidi non furono in grado di controllare completamente la regione. Già prima della conquista della Persia da parte di Alessandro Magno, i Bitini avevano raggiunto nuovamente l'indipendenza; dopo il 301 a.C. neppure Lisimaco (uno dei Diadochi di Alessandro) fu in grado di soggiogarli, tanto che il principe Zipoite I nel 297 a.C. assunse il titolo di basileus («re»), affrancandosi dal regno di Tracia dello stesso Lisimaco.
Il figlio e successore di Zipoite, Nicomede I (278–255 a.C.), fondò Nicomedia intorno al 264 a.C.; la scelta di farne la propria capitale ebbe l'effetto di orientare il regno di Bitinia verso l'accesso al mare, e di conseguenza di promuoverne l'ellenizzazione culturale. Il figlio di Nicomede I, Ziaelas (255-228 a.C.), contravvenne al testamento del padre e nel 255/254 a.C. sottrasse il controllo della Bitinia ad Etazeta, seconda moglie di Nicomede e reggente per i loro figli; un'iscrizione, ritrovata a Coo e databile tra il 246 e il 242 a.C., celebra l'amicizia di Ziaelas con la dinastia tolemaica, una scelta di campo politica che serviva a controbilanciare l'invadente influenza dei Seleucidi e del loro alleato, il vicino regno del Ponto. Zielas, nella sua espansione verso oriente, fondò la città di Ziela, la cui posizione è però sconosciuta.
Il regno si espanse, verso est in direzione di Eraclea Pontica e della Paflagonia, verso sud in direzione del monte Olimpo della Misia e ad occidente in direzione della Propontide. Prusia I (228–181 a.C.) diede assistenza al sovrano Filippo V di Macedonia nel 202 a.C., ricevendo in cambio la sovranità sulle città frigie di Cio e Myrlea, ribattezzate Prusa e Apamea; attraverso di esse il regno di Bitinia incrementò il proprio accesso al mare, oltre a controllare maggiormente il confine col Regno di Pergamo. Nel 182 a.C. Annibale morì alla corte di Prusia I, il quale stava per consegnarlo ai Romani essendo incapace di resistere militarmente alla loro potenza. Durante il regno di Prusia II e Nicomede II (dal 182 a.C. al 91 a.C.), i re di Bitinia ebbero grande rinomanza fra le monarchie minori dell'Anatolia.
L'ultimo re Nicomede IV, però, non riuscì a resistere agli attacchi di Mitridate VI re del Ponto e fu sconfitto. Rimesso sul trono per intervento dei Romani, alla sua morte, nel 74 a.C., lasciò il regno in eredità a Roma che ne fece una provincia. Dall'82 a.C. al 78 a.C., durante il regno di Nicomede IV alla corte di Bitinia risiedette, quale legato, Gaio Giulio Cesare, nipote di Gaio Mario, in fuga da Roma dove imperversavano i partigiani di Lucio Cornelio Silla.